# Altenhof (Schorfheide)

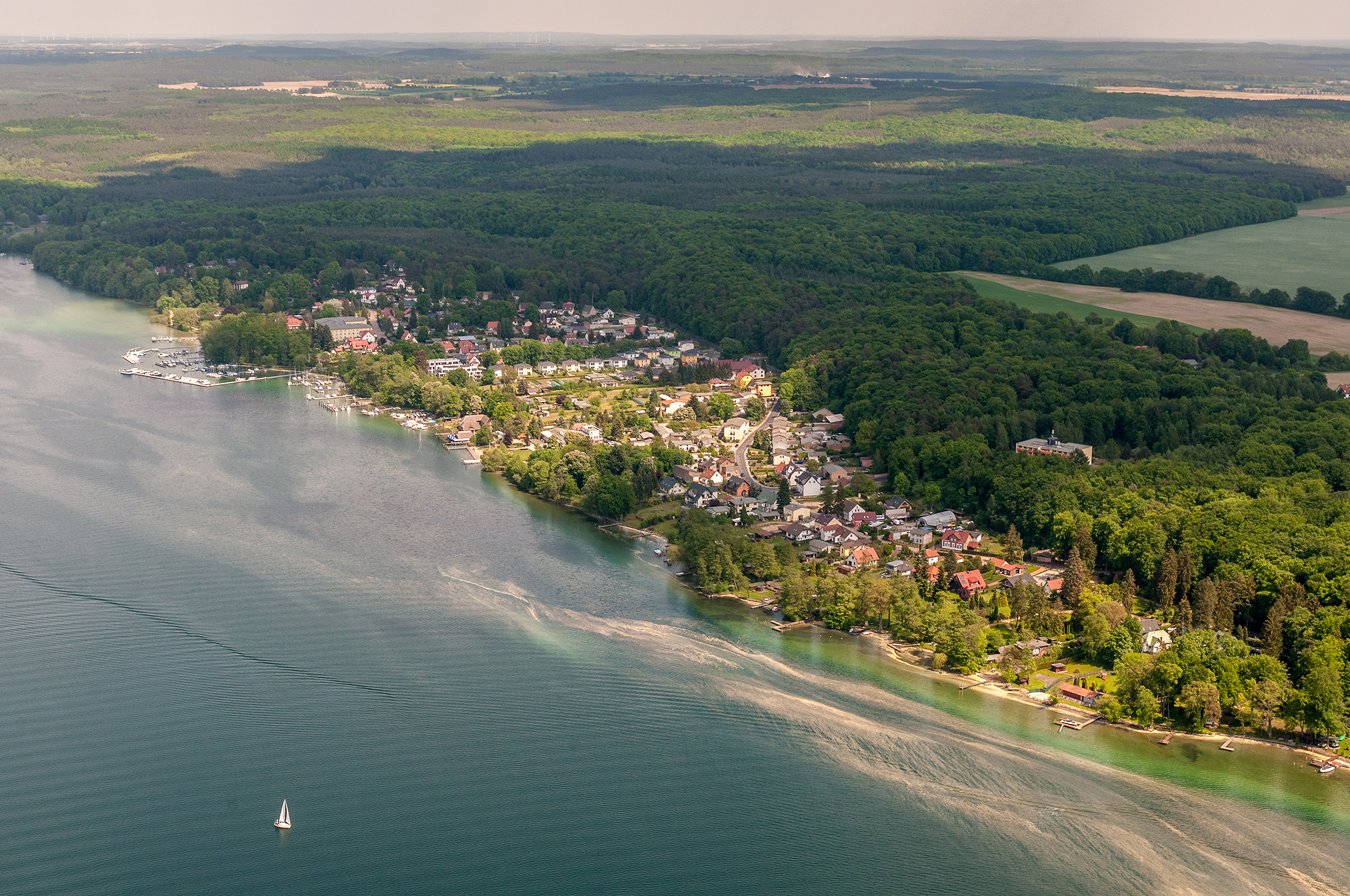
Altenhof

Altenhof ist ein Ortsteil der Gemeinde Schorfheide im brandenburgischen Landkreis Barnim.

## Lage
Altenhof erstreckt sich entlang des Südufers des Werbellinsees an der Straße zwischen Werbellin und Joachimsthal und ist von einem Waldgebiet umschlossen. Der nächste Autobahnanschluss befindet sich nur 2 km südlich in Werbellin (A 11). Der nächste Bahnhof ist der Kaiserbahnhof in Joachimsthal am Nordende des Sees.

## Geschichte
Einzelne Funde belegen die Anwesenheit des Menschen seit mindestens 5000 Jahren. Dauerhaft haben sich aber erst die Slawen hier niedergelassen. Vor den Bootsstegen befinden sich die Pfostenreste einer Kemlade, die um 1273 errichtet und um 1330 aufgegeben wurde. Sie besaß neben der üblichen Pfostenplattform mit Turm und Anlegestegen auch einen großen, frei im Wasser stehenden Palisadenbering. Erbauen ließ sie möglicherweise Markgraf Otto IV. als Teil einer Gruppe von Jagdburgen in der Großen Werbellinschen Heide. Es könnte sich dabei um den in Urkunden als apud bzw. super Werbellinum (bei bzw. auf dem Werbellin) erwähnten Ausstellungsort handeln. Ebenfalls unter der Herrschaft der Askanier wurde am Ufer die Burg Breden angelegt, die den Markgrafen als Unterkunft für ihre Jagdausflüge in die Schorfheide diente. Dieser Hof blieb zwischenzeitlich ungenutzt, wurde dann aber von den Hohenzollern im 16. Jahrhundert als „Oller Hof“ („Alter Hof“) reaktiviert. Im 17. Jahrhundert verfiel der Hof; 200 Jahre später entstand dann die Försterei Altenhof, wobei auch beeindruckende Gewölbereste der askanischen Burg zu Tage traten. Angeschlossen an den Hof war stets eine kleine Fischersiedlung, die auch die Kriegswirren überstand. 1887 wurde in dem Dorf eine erste Schule errichtet. Trotz seiner günstigen Lage wurde der Ort erst im 20. Jahrhundert für den Ausflugsverkehr und Tourismus entdeckt. Im Jahre 1936 wurde eine Ausflugs-Buslinie direkt von Berlin nach Altenhof eingerichtet. In der DDR-Zeit bestand am See die Pionierrepublik „Wilhelm Pieck“, deren Gebäude heute als Europäische Jugenderholungs- und Bildungsstätte genutzt werden. An die Stelle der FDGB-Erholungsheime, die nach der Wende geschlossen wurden, traten private Ferienbetriebe.
Eingemeindung
Altenhof wurde am 30. Dezember 2002 nach Finowfurt eingemeindet.

## Tourismus
Von Altenhof aus verkehrt ein Ausflugsdampfer nach Wildau und Joachimsthal; außerdem bietet der Ort Anlegestellen für Bootsbesitzer. Im Ort gibt es zwei größere Gaststätten und eine Reihe von Pensionen sowie das erwähnte Jugenderholungsheim. Altenhof dient als Ausgangspunkt für Wanderungen und Fahrradtouren durch die Schorfheide.

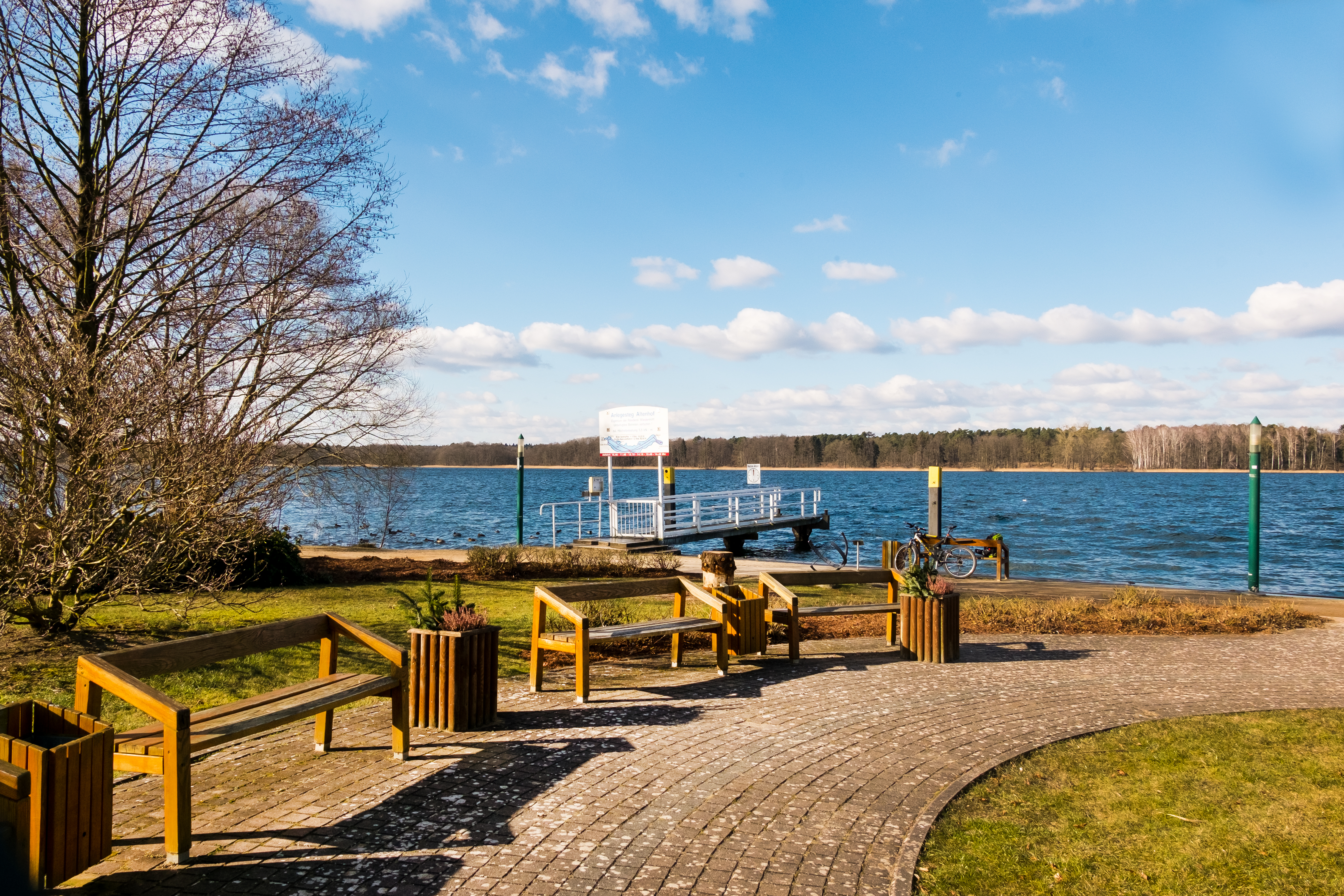
Promenade mit Anlegesteg
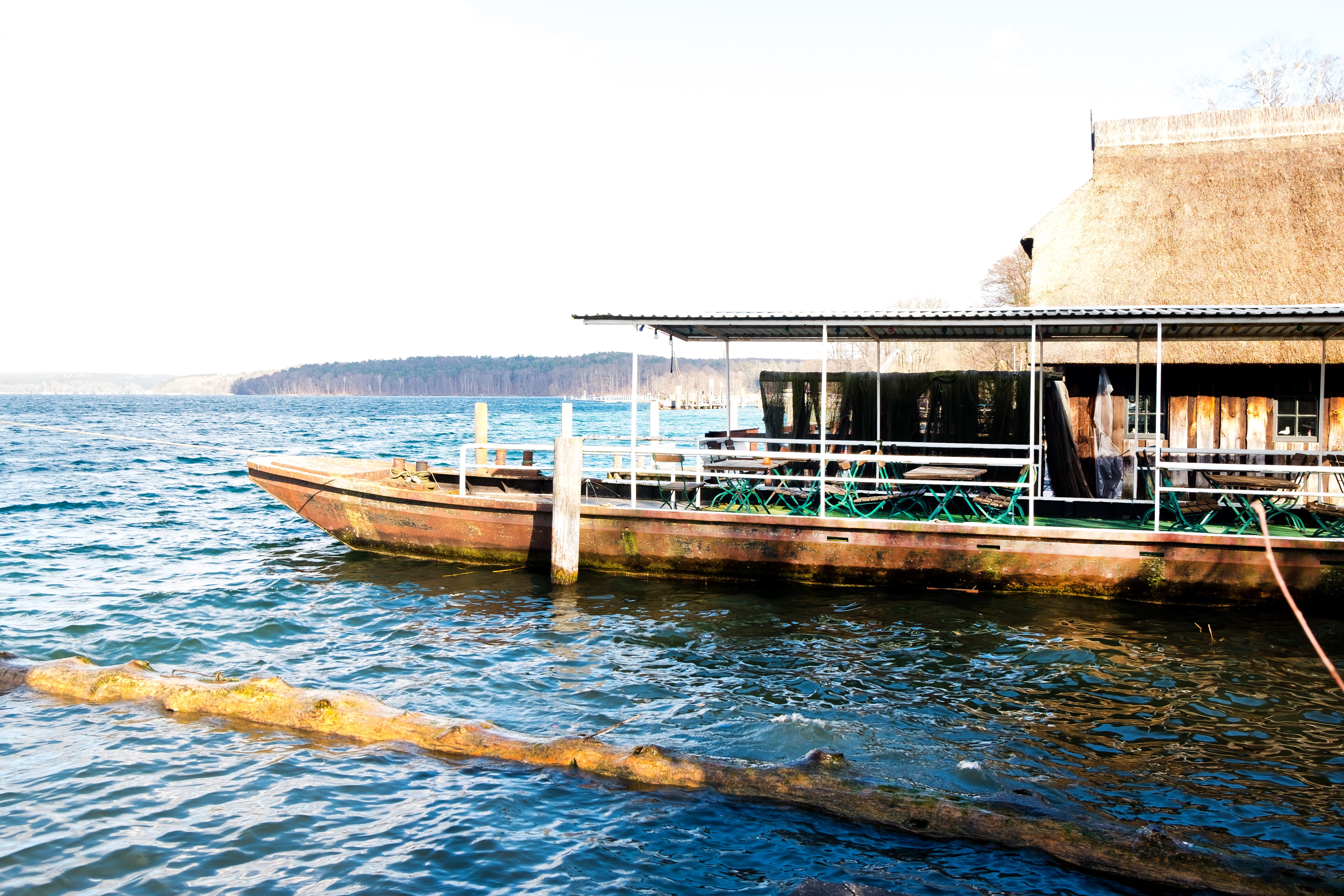
Blick auf die „Alte Fischerei“
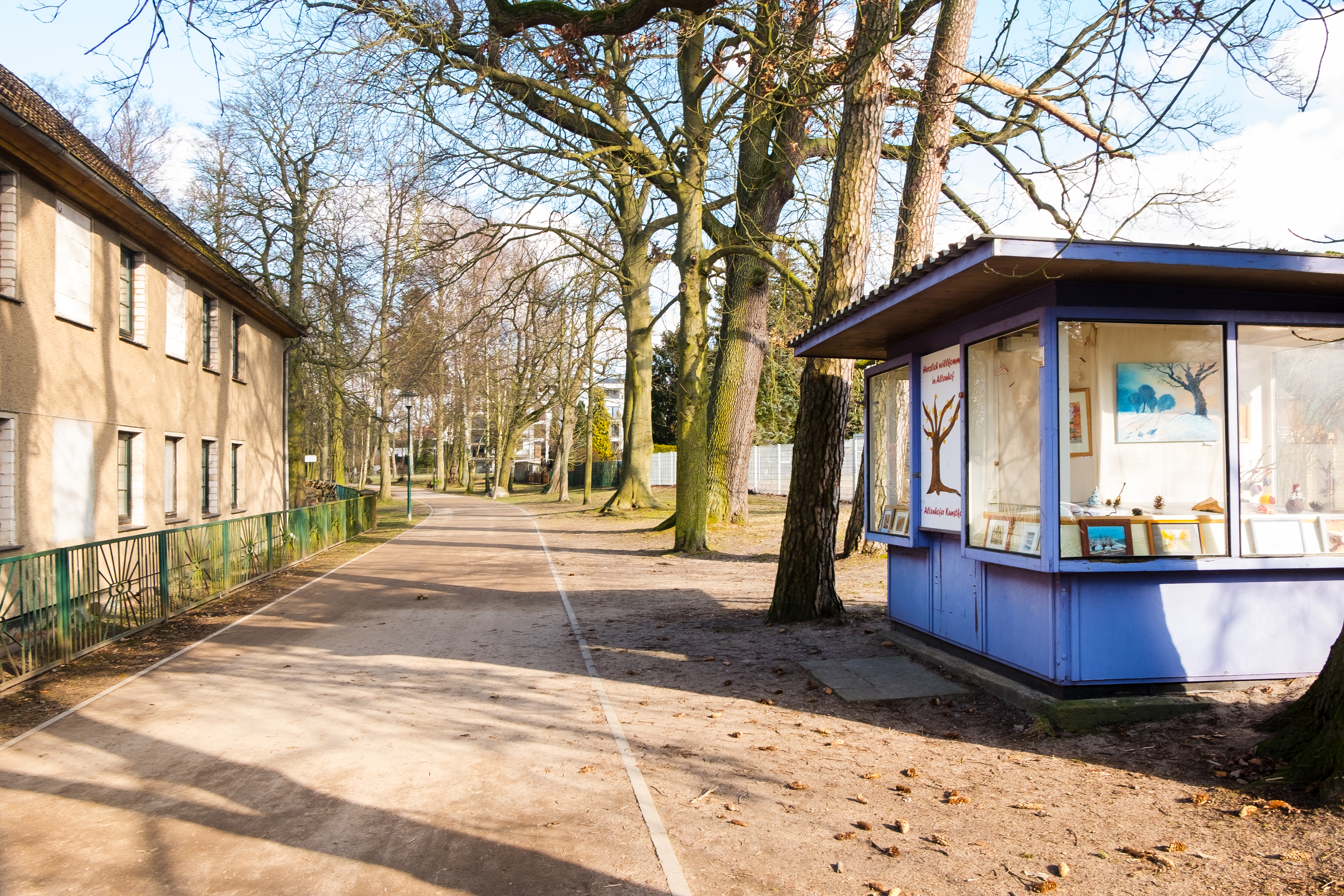
Kunstkiosk an der Promenade
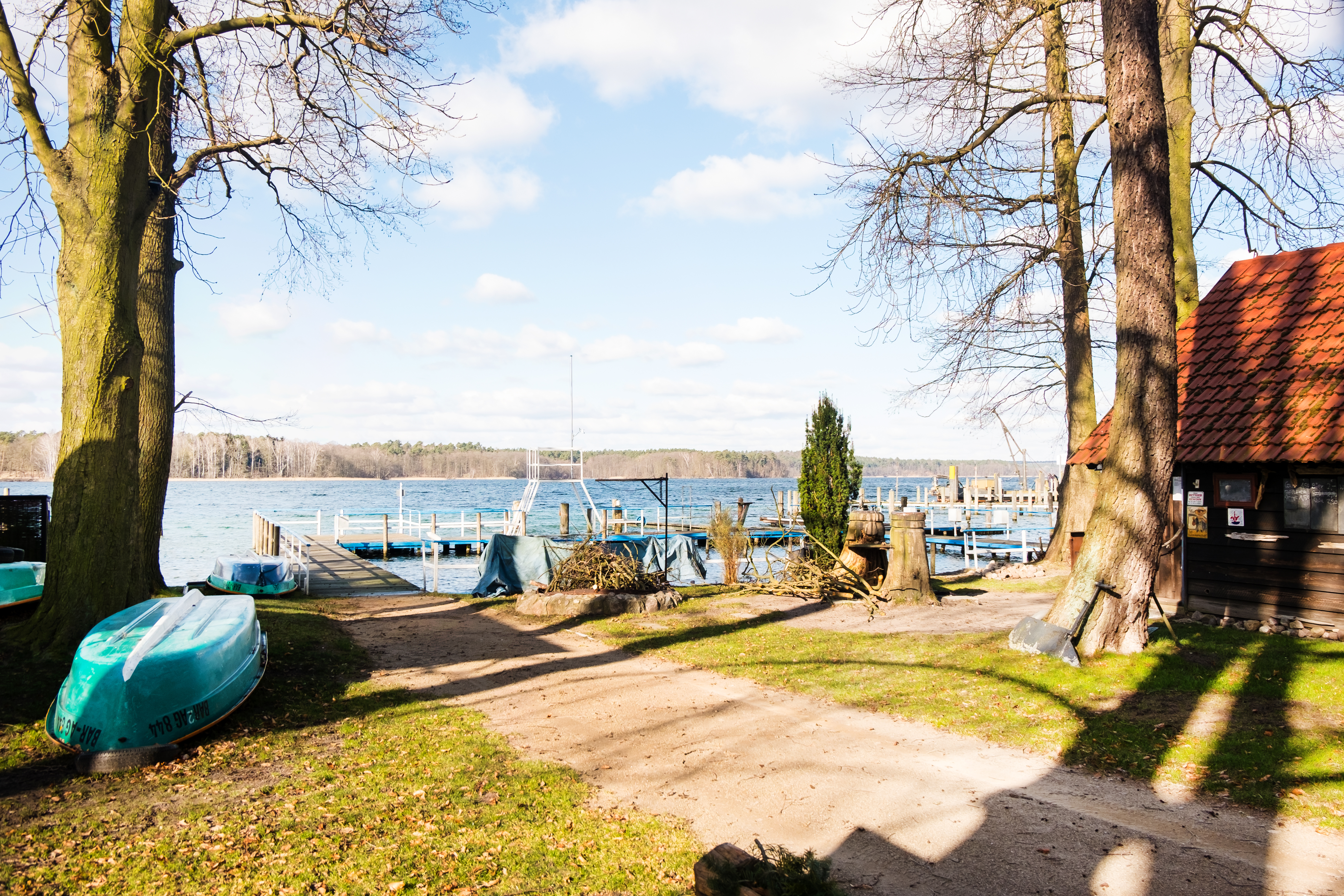
Boots- und Fahrradverleih „Am Breten“
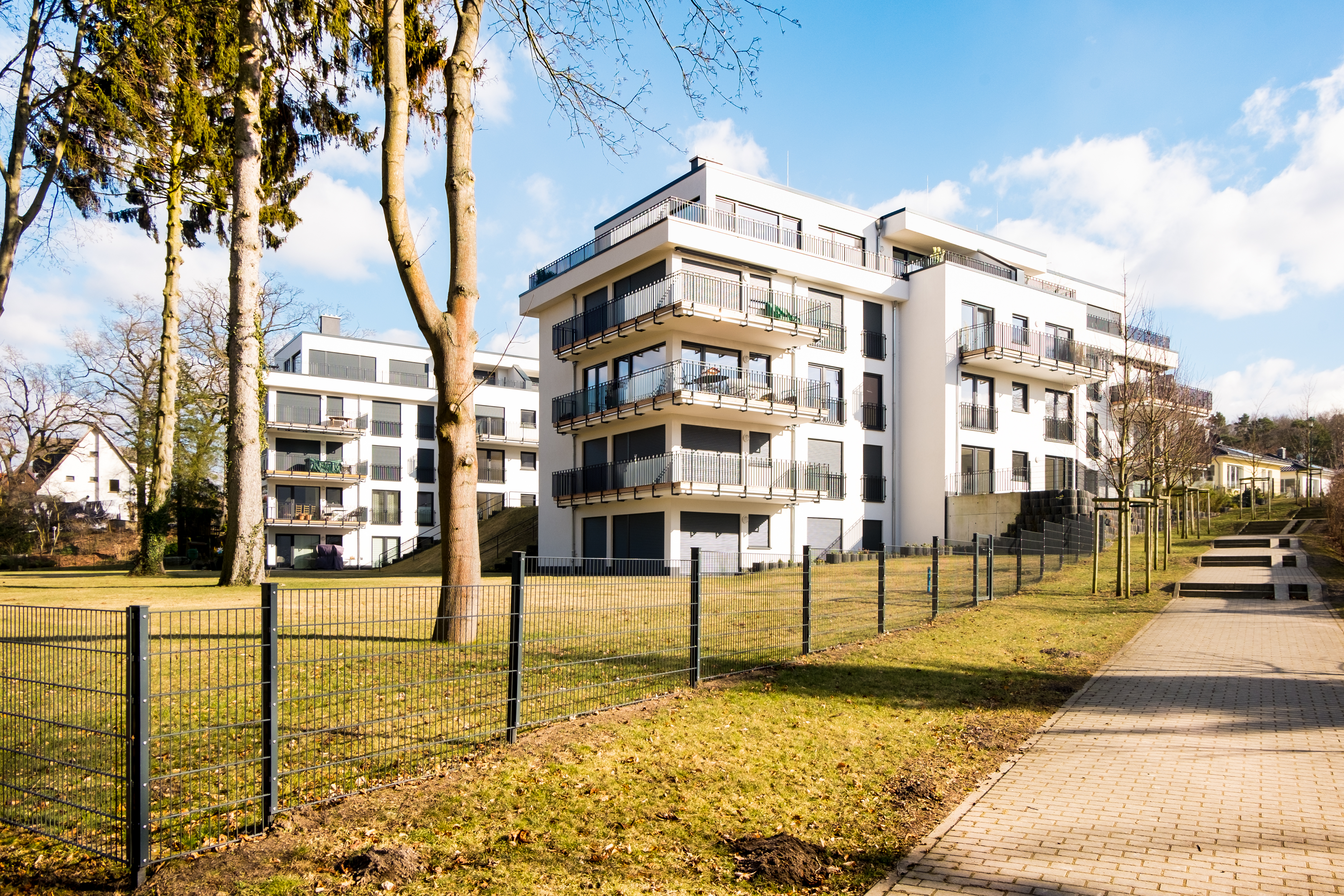
Wohnhäuser
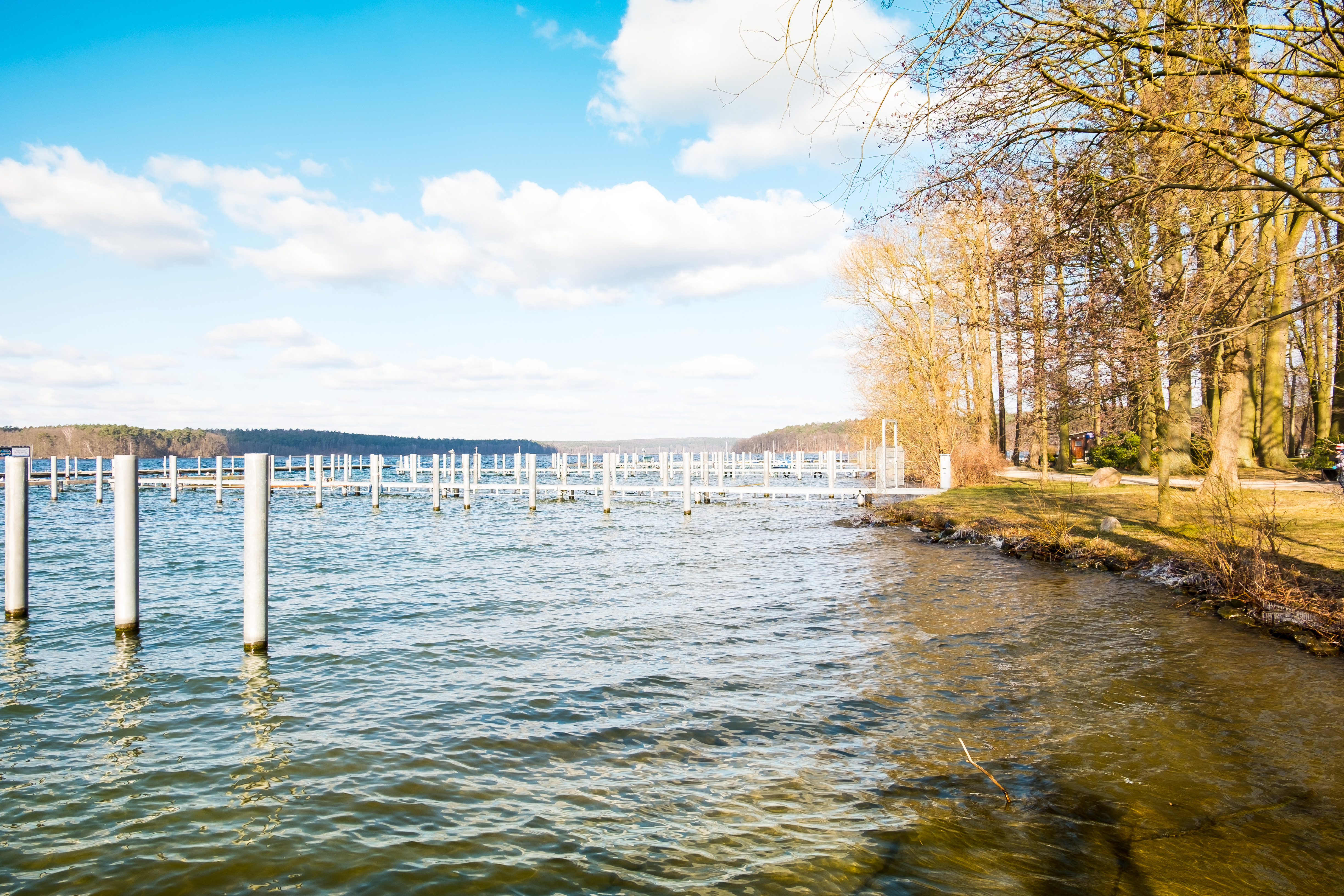
Blick auf den Werbellinsee